# Opel-Zoo
Koordinaten: 50° 11′ 0″ N, 8° 29′ 11″ O
Der Opel-Zoo (von Opel Hessische Zoostiftung) ist neben dem Zoo Frankfurt der zweite größere, wissenschaftlich geführte zoologische Garten im Rhein-Main-Gebiet. Er wurde 1956 auf Initiative von Georg von Opel als Forschungsgehege gegründet und ging 2007 in einer gemeinnützigen Stiftung auf. Mit rund 580.000 Besuchern pro Jahr gehört er heute zu den meistbesuchten Freizeit- und Kultureinrichtungen in Hessen. Der Opel-Zoo finanziert sich ausschließlich durch Eintrittsgelder und Spenden. In dem Zoo leben etwa 1700 Tiere in 200 Arten aus fast allen Kontinenten.

## Lage

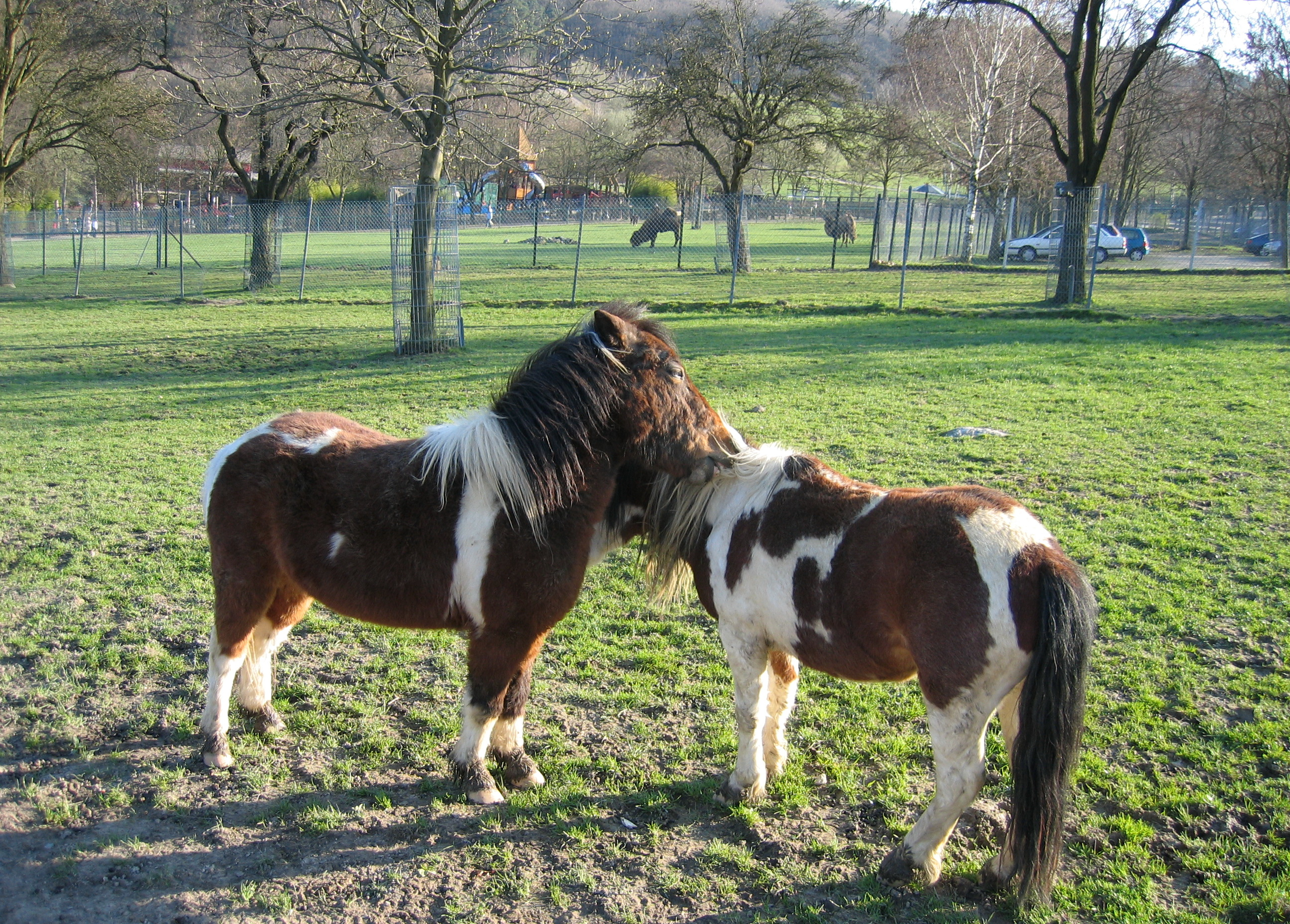
Shetlandponys im Vorgehege

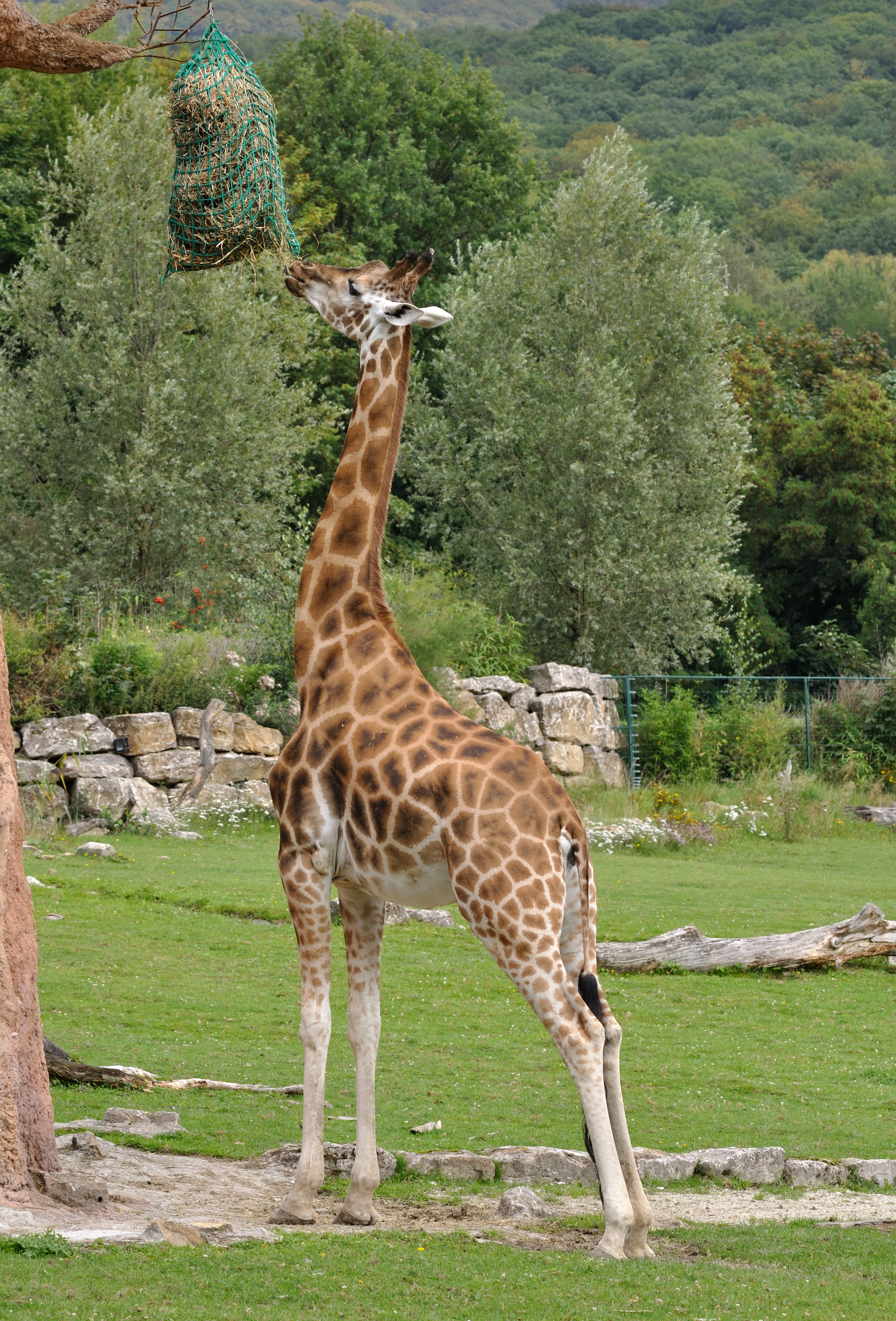
Rothschild-Giraffe auf der Savannen-Anlage

Der Zoo liegt in einem Waldgebiet zwischen Königstein im Taunus und Kronberg im Taunus in Hanglage unterhalb des Hardtbergs direkt an der Bundesstraße 455. Verkehrsanbindung besteht über die Buslinie 261 Bad Homburg–Oberursel–Kronberg–Königstein sowie die Buslinien X26 und X27. Der Opel-Zoo verfügt über 1200 eigene Parkplätze: Neben den beiden Parkplätzen an der B 455, die nur jeweils aus einer Richtung angefahren werden können, steht ergänzend der sogenannte Waldparkplatz zur Verfügung, welcher über den Kreisel in Königstein erreichbar ist.

### Philosophenweg
Mitten durch das 27 Hektar große Areal des Opel-Zoos führt ein ehemals öffentlicher Weg mit der Bezeichnung „Philosophenweg“ von Kronberg nach Königstein, der Einblicke in den Zoo gestattete. Von Kronberg kommend, ist lediglich der linke Teil des Zoos vollständig eingezäunt, während die Zooanlagen auf der rechten Seite, die in den letzten Jahren erheblich ausgebaut wurden, ebenso wie der Verbindungsweg zwischen dem alten und dem neuen Haupteingang des Zoos nicht eingezäunt sind, dennoch aber nur mit Eintrittskarte betreten werden durften. Anfang 2009 wurde ein Kompromiss gefunden, welcher eine auf 30 Minuten zeitlich begrenzte Aufenthaltsberechtigung auf dem Weg mittels eines Passierscheins vorsah. Ende 2012 wurde dieser Kompromiss aufgehoben. Der Philosophenweg sollte nun vollständig in den Zoo integriert werden und somit nur noch mit Eintrittskarte zugänglich sein. Als Ersatz für den öffentlichen Weg wurde ein zusätzlicher Rundweg um den Opel-Zoo gebaut, die Kosten dafür wollte der Zoo tragen. Seit Ende Februar 2022 ist der Weg nicht mehr frei zugänglich. Kronberger Bürger können seitdem eine persönliche Durchgangskarte erhalten, mit der die Durchquerung des Zoogeländes auf dem ehemals öffentlichen Weg in einer Richtung binnen maximal 60 Minuten möglich ist. Bleiben sie länger, wird ihre Karte gesperrt, bis sie den Eintrittspreis für den Zoo bezahlt haben, wie andere Besucher des Zoos auch. Voraussetzung dafür war die Errichtung einer neuen Kasse. Ab 1. August 2023 gilt diese Regelung auch für Königsteiner Bürger.
Auf dem Gelände des Zoos liegt auch die ehemalige Unternehmervilla von Georg von Opel. Ebenso ist ein öffentlich zugänglicher Gastronomiebetrieb oberhalb des Parkplatzes an der B 455 entstanden, der einen guten Überblick über die Zooanlage ermöglicht.

## Geschichte
Der Zoo wurde im Jahr 1955 als Kronberger Tiergarten gegründet. Schon in diesem Jahr kamen die ersten drei Elefanten aus Afrika im noch jungen Zoo an. Am 10. September des Folgejahres wurde der Trägerverein „Georg von Opel – Freigehege für Tierforschung e. V.“ gegründet. Daraufhin wurde das Freigehege beständig zu einem stattlichen Zoo mit vielen seltenen Tieren weiterentwickelt. Zu den Meilensteinen der Geschichte der Einrichtung zählen die deutsche Erstzucht des Mesopotamischen Damhirschs im Jahr 1960 und die zweite bzw. vierte Geburt eines Afrikanischen Elefanten in einem Zoo in den Jahren 1965 und 1968. Im Jahr 1971 starb der Zoogründer Georg von Opel im Alter von 59 Jahren. In der Folge kam es auch aufgrund beschränkter finanzieller Mittel zu einer nur langsamen Weiterentwicklung des Zoos, so dass zum Ende des 20. Jahrhunderts ein erheblicher Investitionsstau aufgelaufen war, den der Zoo bis heute mit neuen tiergerechteren Anlagen abbaut.

## Elefantenanlage

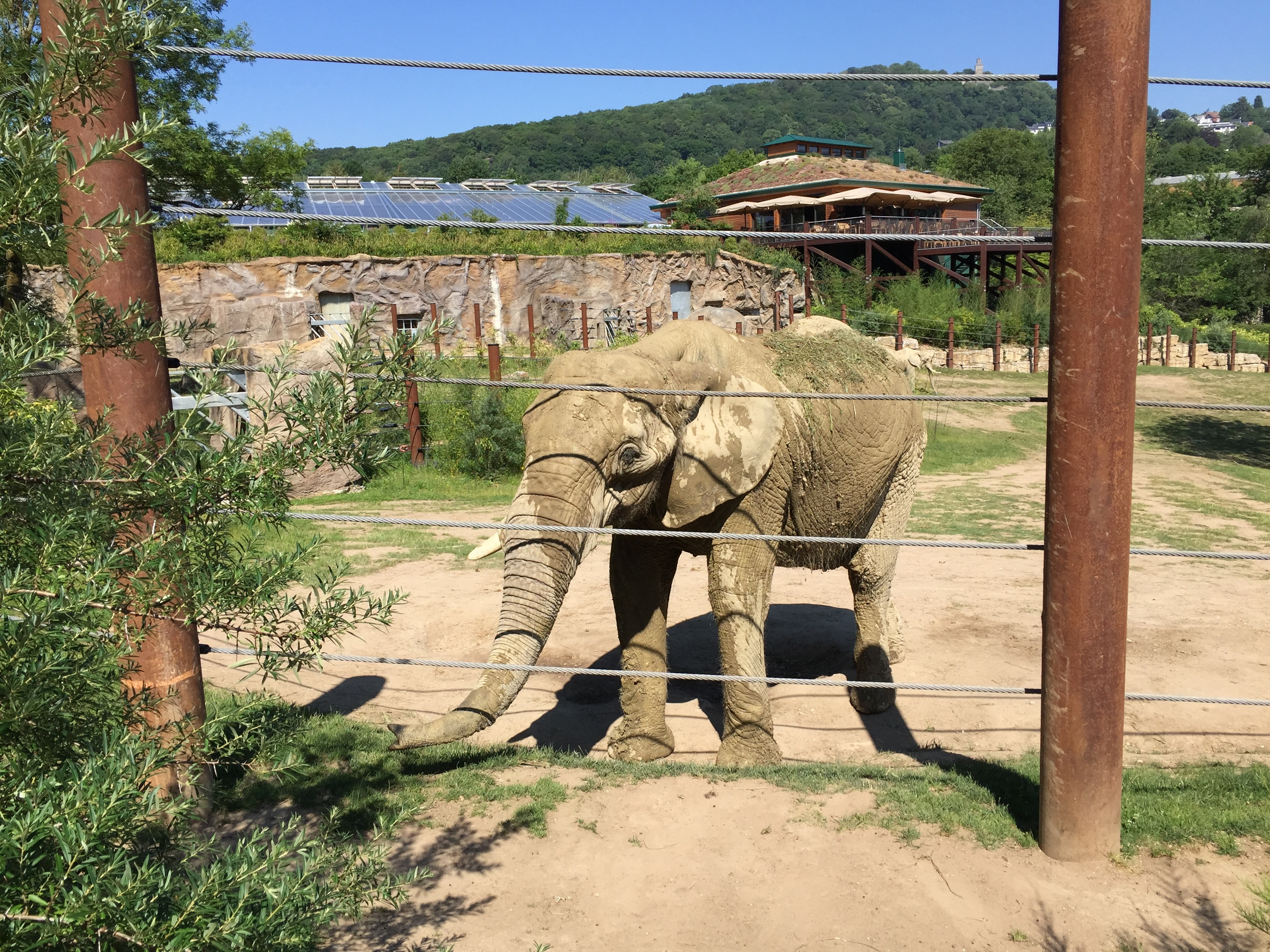
Afrikanischer Elefant auf seiner Außenanlage

Der Opel-Zoo hält die einzigen Elefanten in Hessen. Da die alte Anlage nicht mehr den Ansprüchen entsprach (im alten Elefantenhaus mussten die Tiere aus Sicherheitsgründen über Nacht angekettet werden), wurde für 11,2 Millionen Euro ein neues Elefantenhaus mit Außenanlage errichtet und im August 2013 fertiggestellt. Zur Finanzierung wurde unter anderem ein Elefanten-Song-Contest veranstaltet, da man hauptsächlich auf Spenden angewiesen war. Die weitläufige Außenanlage erstreckt sich im mittleren Teil des Geländes.
In den 2010er Jahren bestand die Elefantengruppe aus den Kühen Aruba, Zimba und Wanki. Im November 2014 starb Wanki an altersbedingtem Herzversagen.  Am 11. März 2020 verstarb Aruba mit 41 Jahren. Sie war seit 39 Jahren im Opel-Zoo zu Hause. Die fast 40-jährige Elefantenkuh Zimba starb im April 2021. Im Herbst 2020 übernahm der Opel-Zoo die Elefantenkühe Lilak und deren Ziehtochter Kariba aus dem Tierpark Berlin. Im Sommer 2023 kamen die Elefantenkuh Cristina und ihr männliches Kalb Neko aus dem Parque de la Naturaleza de Cabárceno in Spanien dazu. Die aktuelle Elefantengruppe des Zoos besteht somit aus Lilak, Kariba, Tamo, Cristina und Neko. Am 27. Mai 2025 wurde Elefant Kaja im Opel-Zoo geboren.

## Weitere Anlagen
Die Afrika-Savanne, die zur Feier des 50-jährigen Bestehens des Zoos im Jahr 2006 eröffnet wurde, ist insgesamt über 2,2 Hektar groß. Den Tieren steht eine über einen Hektar große Außenanlage zur Verfügung, die Giraffen haben eine geräumige Freilaufhalle, die für die Besucher einsehbar ist, es gibt außerdem für die Giraffen noch einige Boxen. Für Steppenzebras, Streifengnus und Impalas stehen ebenfalls 18 gleich große Boxen zur Verfügung.
Zu seinem 60-jährigen Bestehen im Jahr 2016 stellte der Opel-Zoo eine 1,3 Millionen Euro teure Anlage für Brillenpinguine fertig. Im Anschluss an die Afrikasavanne befinden sich Anlagen für Zwergziegen, Alpakas, Ponys, Dromedare und Trampeltiere. Im Aquarium finden sich z. B. Skorpion-Krustenechsen, Brauen-Glattstirnkaimane und verschiedene Fischarten. Im Außenbereich befinden sich Freilandterrarien mit heimischen Reptilien und Amphibien und Paläarktische Landschildkröten. Auch eine Voliere mit Tahawebern und eine Gemeinschaftsvoliere u. a. mit Graupapageien und Buschschliefern gibt es. Am Streichelzoo lassen sich verschiedene Haustierrassen, wie Afrikanische Zwergziegen, Esel und Rhönschafe anfassen, außerdem kann man hier Göttinger und Forsthofer Minischweine sehen.
Im Waldrevier finden sich überwiegend Tiere der Wälder: Waldrentiere, Bucharahirsche, Vietnam-Sikahirsche, Mufflons und weitere. Im Nagetierhaus finden sich Ziesel, Zwergmäuse, Gleithörnchen, Haselmäuse und Feldhamster, welche dort auch aufgezogen werden. Auch einige Raubtiere leben in diesem Revier: Luchse, Manule, Wildkatzen, Rotfuchs und Polarfüchse.
Anschließend an das Waldrevier befindet sich ein kleiner Südamerika-Bereich mit Guanakos, Kaiserschnurrbarttamarinen, Schwarzen Kapuzinern, Südamerikanischen Nasenbären, Salzkatzen und Nandus. Weiterhin gibt es Anlagen für Geparde, Mesopotamische Damhirsche, Sulawesi-Hirscheber, Rothalsstrauße, Elenantilopen, Prinz-Alfred-Hirsche, Hirschziegenantilopen, Honigbienen, Kleine Pandas und Rote Riesenkängurus. Am Gibbon-Teich leben Weißhandgibbons, Rosapelikane und weiteres Wassergeflügel. Gegenüber des Teiches und der Gibboninsel steht die 2021 fertiggestellte Madagaskar-Voliere mit Kattas und Roten Varis. Am Flamingo-Teich befinden sich die namensgebenden Zwergflamingos. Anschließend gelangt man zurück ins Savannenrevier und passiert Anlagen für Streifenhyänen, Gänsegeier und Marabus, Pinselohrschweine, Weißschwanz-Stachelschweine, Tiefland-Nyalas, Erdmännchen und Zwergmangusten. In diesem Bereich laufen die Helmperlhühner frei herum.
Der Bau weiterer Anlagen für Panzernashörner mit Schabrackentapiren, Hirschziegenantilopen, Prinz-Alfred-Hirschen und Gibbons, also alles Tiere aus Südasien, ist vorgesehen. Hierzu wird der Platz im unteren Zooteil genutzt werden. Geplant wird außerdem eine Anlage für Flusspferde.

## Arterhaltung
Der Opel-Zoo war daran beteiligt, den Mesopotamischen Damhirsch vor der Ausrottung zu bewahren. Ein Großteil aller Mesopotamischen Damhirsche in Zoos auf der ganzen Welt stammt aus der Zucht des Opel-Zoos, der zusammen mit zahlreichen anderen Tierparks am Europäischen Erhaltungszuchtprogramm (EEP) teilnimmt. 
Der Opel-Zoo führt das Zuchtbuch im Rahmen des EEPs für den Mesopotamischen Damhirsch und für Giraffen.

## Veranstaltungen
Im Opel-Zoo gibt es regelmäßig Veranstaltungen wie Vorlesestunden oder öffentliche Führungen. Des Weiteren wird die Veranstaltung ZooFari angeboten: Eine Nacht im Zoo in afrikanischem Stil. Es erklingen afrikanische Rhythmen und typische Speisen dieses Kontinents werden verkauft. Zusätzlich kann man Tierfütterungen in der Dunkelheit beobachten.

## Funk und Fernsehen
Der Opel-Zoo ist zusammen mit dem Frankfurter Zoo Gegenstand der Tierfilmserie Giraffe, Erdmännchen & Co. und der Dokumentation tierisch gut!. Diese Doku-Soaps werden im Ersten ausgestrahlt. Produziert werden die Zoogeschichten vom Hessischen Rundfunk in Frankfurt.